# Erin Brockovich (film)
Erin Brockovich er en amerikansk film  fra 2000 inspireret af den virkelige person Erin Brockovich, der er en advokatsekretær, som, på trods af sine manglende økonomiske midler, rejser en sag mod Pacific Gas and Electric Company (PG&E).
Julia Roberts vandt en Oscar for bedste kvindelige hovedrolle for sin præstation som Erin Brockovich. Instruktøren, Steven Soderbergh, blev også nomineret til en Oscar for bedste instruktør.

## Handling
Erin Brockovich er en arbejdsløs alenemor til tre, og for at få hverdagen til at hænge sammen søger hun arbejde ved et lille advokatfirma, som hun overtaler til at ansætte hende. Under sit arbejde finder hun en dag en suspekt ejendomshandel, som hun undersøger nærmere og finder ud af, er en langt større og mere kompliceret sag om grundvandsforurening. Her begynder hendes vedholdende kamp for de syge borgere i området omkring det store gas- og elektricitetsfirma PG&E. Ved at stemme dørklokker og vinde borgernes tillid får hun mere end 600 sagsøgere bag sig og vinder den hidtil største private erstatning i USA.

## Medvirkende
- Julia Roberts
- Albert Finney
- Aaron Eckhart
- Marg Helgenberger
- Peter Coyote